# Упоройская волость
Упоройская волость — упразднённая административно-территориальная единица, существовавшая в составе 1-го стана Дмитровского уезда Орловской губернии. 
Административным центром было село Упорой.

## География
Располагалась на юго-западе уезда. Граничила с Домаховской волостью.

## История
Образована в ходе крестьянской реформы 1861 года. Упразднена к 1890 году. Восстановлена 17 октября 1918 года из части территорий Домаховской и Круглинской волостей. Окончательно упразднена 14 февраля 1923 года. 

## Населённые пункты
В 1877 году в состав волости входило 8 населённых пунктов:
Список неполный:
| № | Населённый пункт | Тип населённого пункта |
| - | ---------------- | ---------------------- |
| 1 | Упорой           | село, администр. центр |
| 2 | Берёзовка        | деревня                |
| 3 | Власовка         | деревня                |
| 4 | Девятино         | село                   |
| 5 | Холчёвка         | деревня                |